# Uncinia debilior
Uncinia debilior là loài thực vật có hoa trong họ Cói. Loài này được F.Muell. miêu tả khoa học đầu tiên năm 1874.